# Alep Rissájávrre
Alep Rissájávrre, enligt tidigare ortografi Alep Rissajaure, är en sjö i Jokkmokks kommun i Lappland och ingår i Luleälvens huvudavrinningsområde. Sjön har en area på 0,346 kvadratkilometer och ligger 899 meter över havet. Alep Rissajaure ligger i Padjelanta Natura 2000-område.
Alep Rissájávrre är inte längre namngiven på den senaste Topografiska kartan, men den ligger mellan Rissájávrre och Lulep Rissájavrre. Höjden över havet har även justerats till 903 efter den senaste mätningen Lantmäteriet gjorde.

## Delavrinningsområde
Alep Rissájávrre ingår i det delavrinningsområde (746941-155656) som SMHI kallar för Utloppet av Alep Rissajaure. Medelhöjden är 937 meter över havet och ytan är 2,88 kvadratkilometer. Räknas de 5 avrinningsområdena uppströms in blir den ackumulerade arean 36,58 kvadratkilometer. Rissájåhkå som avvattnar avrinningsområdet har biflödesordning 3, vilket innebär att vattnet flödar genom totalt 3 vattendrag innan det når havet efter 459 kilometer. Avrinningsområdet består mestadels av kalfjäll (89 %). Avrinningsområdet har 0,33 kvadratkilometer vattenytor vilket ger det en sjöprocent på 11,5 %.